# Haiove, Cemerivți
Haiove (în ucraineană Гайове) este un sat în comuna Slobidka-Smotrîțka din raionul Cemerivți, regiunea Hmelnîțkîi, Ucraina.

## Demografie
Componența lingvistică a localității Haiove
     Ucraineană (99,5%)
     Alte limbi (0,5%)
Conform recensământului din 2001, majoritatea populației localității Haiove era vorbitoare de ucraineană (99,5%), existând în minoritate și vorbitori de alte limbi.